# Pleiotaxis
Pleiotaxis es un género  de fanerógamas perteneciente a la familia de las asteráceas. Comprende 49 especies descritas y de estas, solo 34 aceptadas.

## Taxonomía
El género fue descrito por Joachim Steetz y publicado en Naturwiss. Reise 6(Bot.): 499. 1864.

## Especies
A continuación se brinda un listado de las especies del género Pleiotaxis aceptadas hasta julio de 2012, ordenadas alfabéticamente. Para cada una se indica el nombre binomial seguido del autor, abreviado según las convenciones y usos.
- Pleiotaxis ambigua S.Moore
- Pleiotaxis angolensis Rodr.Oubiña & S.Ortiz
- Pleiotaxis angusterugosa C.Jeffrey
- Pleiotaxis antunesii O.Hoffm.
- Pleiotaxis bampsiana Lisowski
- Pleiotaxis chlorolepis C.Jeffrey
- Pleiotaxis decipiens C.Jeffrey
- Pleiotaxis dewevrei O.Hoffm. ex T.Durand & De Wild.
- Pleiotaxis duvigneaudii Lisowski
- Pleiotaxis eximia O.Hoffm.
- Pleiotaxis fulva Hiern
- Pleiotaxis gombensis C.Jeffrey
- Pleiotaxis huillensis O.Hoffm.
- Pleiotaxis jeffreyana Lisowski
- Pleiotaxis lawalreana Lisowski
- Pleiotaxis lejolyana Lisowski
- Pleiotaxis linearifolia O.Hoffm.
- Pleiotaxis macrophylla Muschl. ex S.Moore
- Pleiotaxis newtonii O.Hoffm.
- Pleiotaxis overlaetii Staner
- Pleiotaxis oxylepis C.Jeffrey
- Pleiotaxis paucinervia C.Jeffrey
- Pleiotaxis perfoliata Lisowski
- Pleiotaxis petitiana Lisowski
- Pleiotaxis pulcherrima Steetz
- Pleiotaxis racemosa O.Hoffm.
- Pleiotaxis robynsiana Lisowski
- Pleiotaxis rogersii S.Moore
- Pleiotaxis rugosa O.Hoffm.
- Pleiotaxis selina C.Jeffrey
- Pleiotaxis subpaniculata Chiov.
- Pleiotaxis subscaposa C.Jeffrey
- Pleiotaxis upembensis Lisowski
- Pleiotaxis welwitschii S.Moore